# Xã Elmore, Quận Daviess, Indiana
Xã Elmore (tiếng Anh: Elmore Township) là một xã thuộc quận Daviess, tiểu bang Indiana, Hoa Kỳ. Năm 2010, dân số của xã này là 1.113 người.